# Arbella Stuart
Arbella Stuart (1575 - Tower of London, 25 september 1615) was een Engelse edelvrouwe die werd gezien als een mogelijke troonopvolger voor Elizabeth I van Engeland.

## Familie
Arbella Stuart werd geboren als de dochter van Charles Stuart, de Graaf van Lennox, en Elizabeth Cavendish. Ze was aan vaderskant een kleindochter van Matthew Stuart en Margaret Douglas. De moeder van Margaret Douglas was de Engelse prinses Margaretha Tudor, dochter van Hendrik VII van Engeland en zus van Hendrik VIII van Engeland. Haar oom Henry Stuart Darnley huwde met de Schotse koningin Maria I. Hun zoon Jacobus VI van Schotland was een volle neef van Arbella Stuart en zou in 1603 als Jacobus I koning van Engeland worden. Aan moederszijde was ze een kleindochter van William Cavendish en Bess van Hardwick.

## Biografie

### Jeugd
Arbella was nog niet eens zes maanden oud toen haar vader in 1576 overleed en ze werd tot 1582 opgevoed door haar moeder. Omdat haar oom Henry Stuart Darnley reeds was overleden was Arbella's grootmoeder Bess van Hardwick van mening dat de titel van Graaf van Lennox zou moeten toevallen aan haar kleindochter. De Schotse regent James Douglas besliste anders en besloot dat de titel toeviel aan de zoon van Henry Stuart Darnley, de nog minderjarige koning Jacobus VI van Schotland. Arbella's grootmoeders wisten Maria I van Schotland te overtuigen om het graafschap aan hun kleindochter te schenken, maar ze zou haar testament, waar deze bepaling in was opgenomen, nooit ondertekenen. Hierdoor zou haar zoon niet de wens van zijn moeder honoreren.
Tot de bezittingen van de Lennox behoorden ook enkele Engelse bezittingen en een groot deel hiervan werd in 1578 door koningin Elizabeth I van Engeland geconfisqueerd om de schulden te innen die Margaret Douglas bij de Engelse overheid had uitstaan. Arbella Stuart zou van de koningin slechts nog een toelage van 200 Pond per jaar krijgen. In datzelfde jaar zou ook de titel van Graaf van Lennox aan Robert Stewart geschonken. Nadat Elizabeth Cavendish in 1582 overleed viel de opvoeding van Arbella Stuart aan haar grootmoeder Bess van Hardwick. Zij voedde haar op in Hardwick Hall en met enige regelmaat kwam ze ook aan het Engelse koninklijke hof.

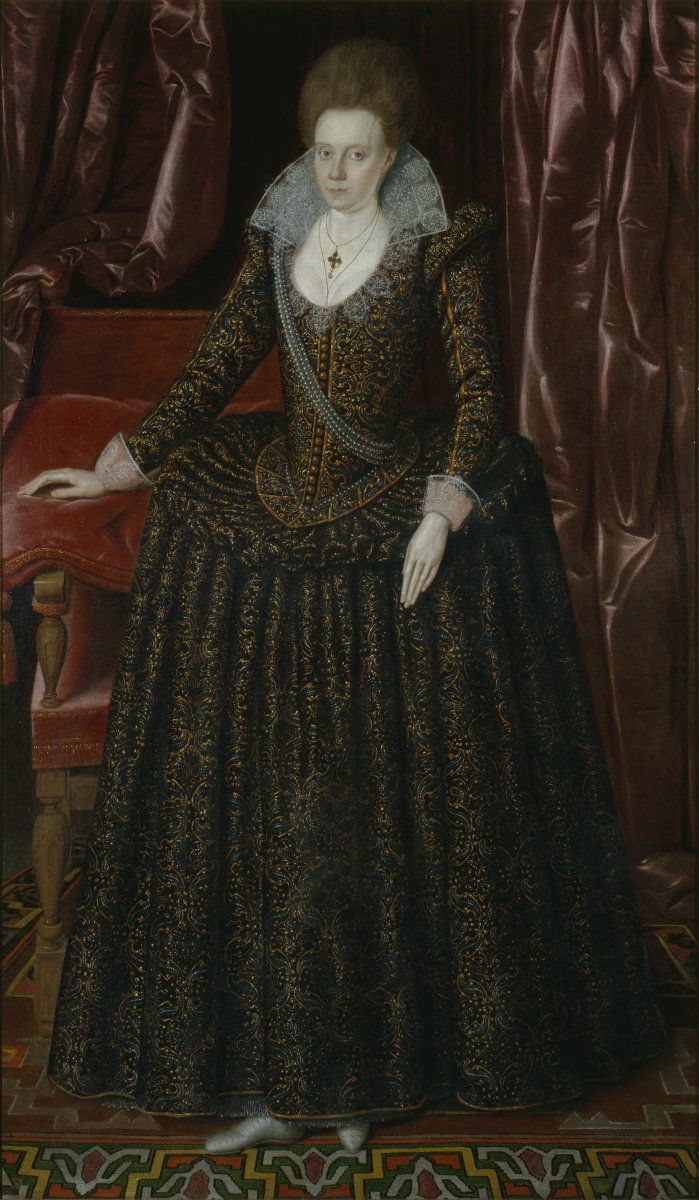
Arbella Stuart, geportretteerd door Marcus Gerards de Jonge.

### Erfgename van de Engelse troon
Tot aan 1592 werd Arbella Stuart beschouwd als de natuurlijke opvolger van koningin Elizabeth I. Sommige Engelsen waren van mening dat ze als Engelse vorst beter gekwalificeerd was dan haar achterneef Jacobus VI, omdat ze een geboren en getogen Engelse was. In 1592/1593 ging de aandacht van William Cecil en zijn zoon Robert uit naar de Schotse koning in plaats van Arbella Stuart. Na de troonsbestijging van Jacobus was Arbella in 1603 de kandidaat voor de samenzweerders om hem op te volgen als koning van Engeland, maar het Main Plot kwam dankzij Arbella mede aan het licht.

### Huwelijk
Gedurende haar jeugd waren er al diverse voorstellen om Arbella Stuart uit te huwelijken aan een interessante partij. Hierbij was onder meer sprake van een huwelijk met haar verre verwant Ludovic Stuart. Ook werd er gesproken om haar uit te huwelijken aan een van de kinderen van Alexander Farnese, maar Ranuccio was al reeds getrouwd en zijn broer Odoardo was kardinaal. In 1604 deed de Poolse koning Sigismund III een poging om met haar te trouwen, maar het aanbod werd afgeslagen.
In 1610 was Arbella Stuart verliefd geworden op William Seymour, Lord Beauchamp, die zelf zesde in lijn van troonsopvolging was, omdat hij een kleinzoon was van Katherine Grey. Koning Jacobus zag een mogelijke verbintenis tussen hen als een gevaar en verbood hen om te trouwen, ondanks het verbod huwde het tweetal op 22 juni 1612. Vanwege dat ze zonder zijn toestemming waren getrouwd liet de koning hen oppakken. Arbella Stuart werd vastgezet in het huis van Thomas Perry in Lambeth en haar echtgenoot in de Tower of London. Ze werd vervolgens toevertrouwd aan de bisschop van Durham, William James, maar door te doen alsof ze ziek was kon ze uitstel krijgen. Verkleed als man wist Arbella Stuart te ontsnappen, maar haar schip werd voor de Franse kust ingehaald door de mannen van de koning waarop ze weer gevangen werd genomen. Ditmaal werd ze gevangen gezet in de Tower of London. Ze zou haar echtgenoot niet meer zien en overleed op 25 september 1615 omdat ze weigerde te eten. Arbella Stuart werd begraven in de Westminster Abbey.

## Voorouders
| Voorouders van Jacobus I van Engeland | Voorouders van Jacobus I van Engeland                             | Voorouders van Jacobus I van Engeland                             | Voorouders van Jacobus I van Engeland                             | Voorouders van Jacobus I van Engeland                             | Voorouders van Jacobus I van Engeland                              | Voorouders van Jacobus I van Engeland                              | Voorouders van Jacobus I van Engeland                              | Voorouders van Jacobus I van Engeland                              |
| ------------------------------------- | ----------------------------------------------------------------- | ----------------------------------------------------------------- | ----------------------------------------------------------------- | ----------------------------------------------------------------- | ------------------------------------------------------------------ | ------------------------------------------------------------------ | ------------------------------------------------------------------ | ------------------------------------------------------------------ |
| Overgrootouders                       | John Stewart (1490-1526) ∞ 1511 Elizabeth Stewart (-)             | John Stewart (1490-1526) ∞ 1511 Elizabeth Stewart (-)             | Archibald Douglas (1490–1557) ∞ 1514 Margaretha Tudor (1489-1541) | Archibald Douglas (1490–1557) ∞ 1514 Margaretha Tudor (1489-1541) | Thomas Cavendish (1472-1524) ∞ 1503 Alice Smith (1476-1515)        | Thomas Cavendish (1472-1524) ∞ 1503 Alice Smith (1476-1515)        | John Hardwick (1495-????) ∞ Elizabeth Leeke (1496-????)            | John Hardwick (1495-????) ∞ Elizabeth Leeke (1496-????)            |
| Grootouders                           | Matthew Stuart (1516-1571) ∞ 1544 Margaret Douglas (1515-1578)    | Matthew Stuart (1516-1571) ∞ 1544 Margaret Douglas (1515-1578)    | Matthew Stuart (1516-1571) ∞ 1544 Margaret Douglas (1515-1578)    | Matthew Stuart (1516-1571) ∞ 1544 Margaret Douglas (1515-1578)    | William Cavendish (1505-1557) ∞ 1547 Bess van Hardwick (1521-1608) | William Cavendish (1505-1557) ∞ 1547 Bess van Hardwick (1521-1608) | William Cavendish (1505-1557) ∞ 1547 Bess van Hardwick (1521-1608) | William Cavendish (1505-1557) ∞ 1547 Bess van Hardwick (1521-1608) |
| Ouders                                | Charles Stuart (1557-1576) ∞ 1574 Elizabeth Cavendish (1555-1582) | Charles Stuart (1557-1576) ∞ 1574 Elizabeth Cavendish (1555-1582) | Charles Stuart (1557-1576) ∞ 1574 Elizabeth Cavendish (1555-1582) | Charles Stuart (1557-1576) ∞ 1574 Elizabeth Cavendish (1555-1582) | Charles Stuart (1557-1576) ∞ 1574 Elizabeth Cavendish (1555-1582)  | Charles Stuart (1557-1576) ∞ 1574 Elizabeth Cavendish (1555-1582)  | Charles Stuart (1557-1576) ∞ 1574 Elizabeth Cavendish (1555-1582)  | Charles Stuart (1557-1576) ∞ 1574 Elizabeth Cavendish (1555-1582)  |
| Arbella Stuart (1575-1615)            |                                                                   |                                                                   |                                                                   |                                                                   |                                                                    |                                                                    |                                                                    |                                                                    |